# Maxime Bouet
Maxime Bouet (Belley, 3 novembre 1986) è un ex ciclista su strada francese, è stato professionista dal 2008 al 2023.

## Carriera
Nella categoria Elite/U23 gareggia tra le file della Chambéry Cyclisme Formation (formazione vivaio della AG2R Prévoyance) e del Vélo Club La Pomme Marseille. Negli ultimi mesi del 2007 ottiene un posto da stagista nella Agritubel, squadra che gli dà fiducia e lo conferma professionista per le stagioni 2008 e 2009. Proprio nel 2009 Bouet si aggiudica la Boucles de l'Aulne e una tappa e la classifica generale alla Volta ao Alentejo; debutta inoltre al Tour de France.
Nel 2010 si trasferisce alla AG2R La Mondiale, vincendo nella stessa annata la terza tappa del Tour de l'Ain. Due anni dopo con la Nazionale francese partecipa alla prova in linea dei campionati del mondo di Valkenburg. Nel 2013 si aggiudica la prima semitappa del Giro del Trentino grazie a una fuga, concludendo poi al terzo posto nella classifica finale. Nel 2015 passa all'Etixx-Quick Step, squadra World Tour belga.

## Palmarès
- 2008 (Agritubel, una vittoria)

Prologo Tour de Normandie (Mondeville, cronometro)
- 2009 (Agritubel, quattro vittorie)

1ª tappa Trois Jours de Vaucluse (Cavaillon > Bédoin)
1ª tappa Volta ao Alentejo (Vila Nova de Milfontes > Odemira)
Classifica generale Volta ao Alentejo
Boucles de l'Aulne
- 2010 (AG2R La Mondiale, una vittoria)

3ª tappa Tour de l'Ain (Montmerle-sur-Saône > Arbent)
- 2013 (AG2R La Mondiale, una vittoria)

1ª tappa, 1ª semitappa Giro del Trentino (Lienz > Lienz)
- 2018 (Team Fortuneo - Samsic, una vittoria)

1ª tappa Tour de Savoie Mont Blanc (Saint-Michel-de-Maurienne > Bonneval-sur-Arc)

### Altri successi
- 2008 (Agritubel)

Classifica scalatori Volta ao Distrito de Santarém
Classifica giovani Circuit de Lorraine
- 2009 (Agritubel)

Classifica scalatori Trois Jours de Vaucluse
Classifica giovani Trois Jours de Vaucluse

## Piazzamenti

### Grandi Giri
- Giro d'Italia

2014: 38º
2015: 47º
2023: 79º
- Tour de France

2009: 66º
2010: 103º
2011: 55º
2012: 55º
2013: non partito (6ª tappa)
2017: 55º
2018: 42º
2019: 74º
2022: 49º
- Vuelta a España

2012: 20º
2014: ritirato (11ª tappa)
2015: 28º
2016: 47º

### Classiche monumento
- Milano-Sanremo

2010: 152º
2012: 117º
2013: 29º
2022: 64º
- Liegi-Bastogne-Liegi

2008: ritirato
2009: ritirato
2010: ritirato
2012: ritirato
2015: ritirato
2016: 105º
- Giro di Lombardia

2011: ritirato
2013: 41º
2015: 26º
2021: 58º

### Competizioni mondiali
- Campionati del mondo

Bardolino 2004 - Cronometro Juniores: 11º
Varese 2008 - In linea Under-23: 84°
Valkenburg 2012 - Cronosquadre Elite: 15º
Valkenburg 2012 - In linea Elite: ritirato
Ponferrada 2014 - Cronosquadre Elite: 20º

### Competizioni europee
- Campionati europei

Plumelec 2016 - In linea Elite: 78º
- Giochi europei

Baku 2015 - Cronometro: 15°
Baku 2015 - In linea: ritirato